# Arrest Van Geest/Nederlof

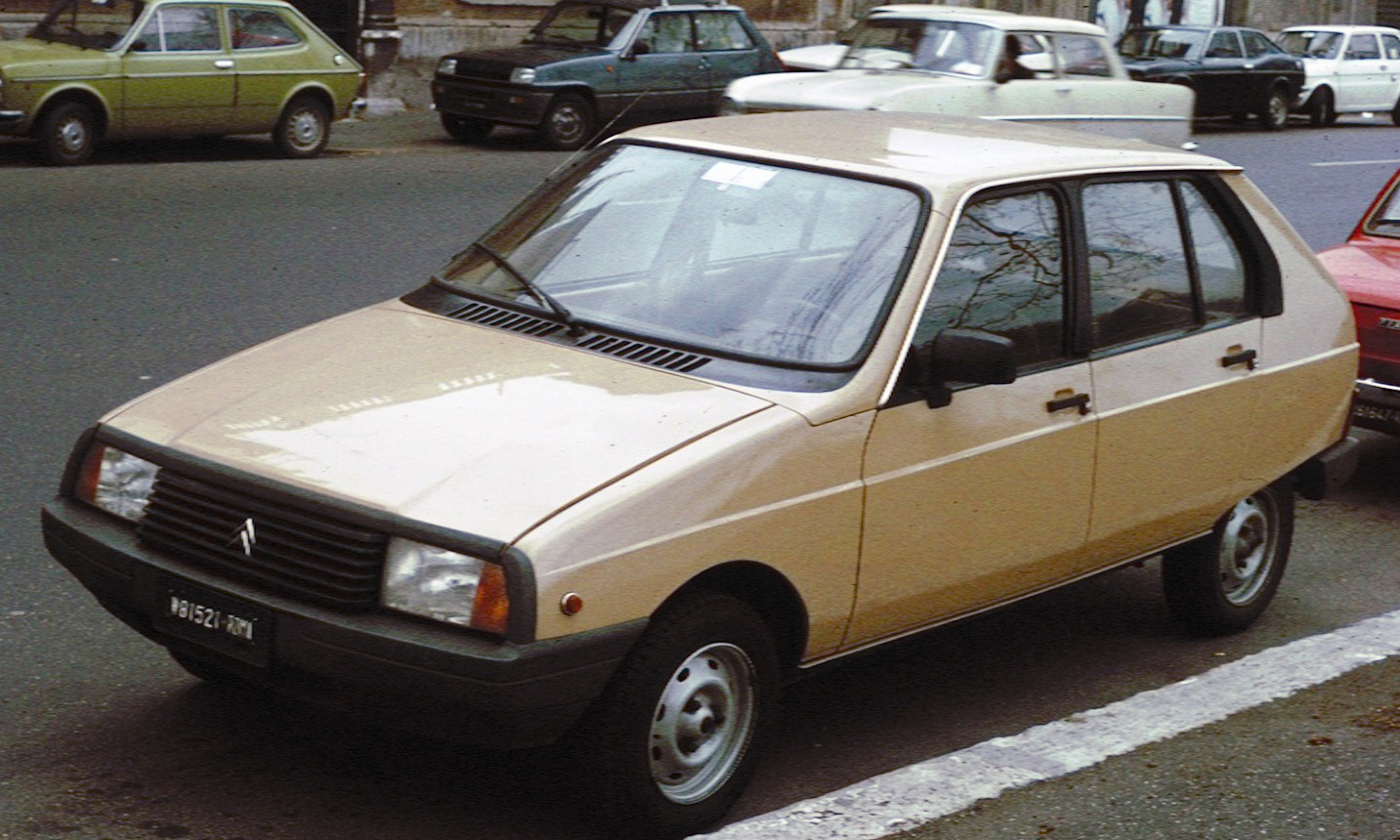
Citroën Visa (1984)

Het arrest Van Geest/Nederlof (HR 21 december 1990, NJ 1991/251) is een uitspraak van de Nederlandse Hoge Raad die betrekking heeft op de koop van een tweedehands auto waar iets aan mankeert. Het arrest gaat om verborgen gebreken, mededelingsplicht en onderzoekplicht, beroep op dwaling.

## Casus
Van Geest (particulier) koopt van Nederlof (professioneel handelaar) een Citroën Visa Club van twee jaar oud. Daarna blijkt uit (het rapport van) een ANWB-keuring dat de auto bij een ernstige aanrijding betrokken is geweest en daarna niet afdoende is gerepareerd.
Ook is de auto door de verzekeraar total loss verklaard.
Verkoper was bekend met het schadeverleden van de auto, heeft koper daarover niet ingelicht, en stelt dat koper de auto vóór de koop had moeten laten onderzoeken door een deskundige.

## Procesgang
Van Geest vordert ontbinding of vernietiging van de koopovereenkomst op grond van wanprestatie, verborgen gebrek en –naar wordt aangenomen– dwaling.
De rechtbank heeft de vordering van Van Geest toegewezen op grond van dwaling.
Dit vonnis is in hoger beroep door het hof vernietigd en de vordering van Van Geest is alsnog afgewezen.
Het hof heeft de onderzoekplicht van (de niet-deskundige) koper zwaarder laten wegen dan de meldingsplicht van verkoper en daarom het beroep op dwaling van de hand gewezen.
Van Geest heeft cassatie aangetekend en Nederlof heeft incidenteel cassatie aangetekend.
De Hoge Raad heeft het arrest van het hof vernietigd en de zaak doorverwezen naar een ander hof.

## Hoge Raad
- « Wanneer een partij voor de totstandkoming van een overeenkomst aan de wederpartij bepaalde inlichtingen had behoren te geven ten einde te voorkomen dat de wederpartij zich omtrent het betreffende punt een onjuiste voorstelling van zaken zou maken, zal de goede trouw [lees: redelijkheid en billijkheid] zich in het algemeen ertegen verzetten dat eerstgenoemde partij ter afwering van een beroep op dwaling aanvoert dat de wederpartij het ontstaan van de dwaling aan zichzelf heeft te wijten.» (Dit is vaste rechtspraak.)
- (...) « Dat die regel juist ertoe strekt ook aan een onvoorzichtige koper bescherming te bieden tegen de nadelige gevolgen van dwaling veroorzaakt door het verzwijgen van relevante gegevens.»
- Voor het antwoord op de vraag of van Geest zich op dwaling kan beroepen (...) « is slechts van belang of Van Geest van de koop zou hebben afgezien indien het schadeverleden van de auto niet zou zijn verzwegen.»
- « Of van een koper van een tweedehands auto moet worden gevergd dat hij de auto door een deskundige laat onderzoeken alvorens tot aankoop over te gaan, hangt af van de omstandigheden van het geval. Het enkele feit dat de koper ondeskundig is brengt niet met zich mee dat hij, op straffe van verlies van het recht zich op dwaling te beroepen, verplicht is een dergelijk onderzoek te doen verrichten.»
- De regels betreffende verborgen gebreken (Oud BW) staan een toewijzing van een dwalingsvordering niet in de weg.

## Conclusies
- De partij die een mededelingsplicht heeft, mist het verweer dat de tegenpartij de dwaling aan zichzelf te wijten heeft omdat deze geen onderzoek heeft ingesteld.
- Derhalve geldt een rangorde tussen (1) mededelingsplicht en (2) onderzoekplicht van de dwalende.
- De Hoge Raad heeft een principiële beslissing genomen over samenloop van dwaling en de verborgen gebreken regeling (Oud BW): het een sluit het ander niet uit (cumulatie).

## Trivia
- Het hof heeft "vaste rechtspraak" over het hoofd gezien. Dezelfde formulering was al herhaaldelijk gebruikt.
- De verborgen gebreken regeling ontbreekt in het huidige BW.